# Ángel Pedro Medina Ruiz
Ángel Pedro Medina Ruiz (Madrid, 6 d'abril de 1967) és un exfutbolista madrileny, que ocupava posició de migcampista.
La trajectòria esportiva de Medina ha estat vinculada sobretot a la UD Salamanca, equip al qual va arribar al 1991 provinent del filial del Reial Madrid.
Amb els castellans va ser una peça clau del doble ascens de Segona B fins primera divisió, tot jugant fins a 37 partits a la campanya 95/96 a la màxima categoria. A partir d'ací, va caure de les convocatòries a causa de les lesions. De fet, entre l'estiu de 1996 i la seua retirada el 1999 tan sols va jugar 35 minuts.
Després de penjar les botes, Medina ha seguit vinculat a la UD Salamanca en el càrrec de director esportiu.